# Persone di cognome Dean
| Questa pagina contiene informazioni ricavate automaticamente dalle voci biografiche con l'ausilio del template Bio e di un bot. L'aggiornamento è periodico e automatico e ricostruisce completamente la pagina. Se manca una persona in questa lista, sei pregato di non aggiungerla, ma accertati piuttosto che la sua voce biografica contenga il template Bio e che i dati anagrafici siano correttamente compilati. Se il template Bio manca, inseriscilo tu stesso o, in alternativa, metti l'avviso {{tmp\|Bio}} che ne segnala la mancanza. Se i dati riportati sono sbagliati, correggi direttamente la voce biografica; le modifiche saranno visibili in questa lista entro pochi giorni. Per chiarimenti vedi il progetto antroponimi. La lista contiene solo le 59 persone che sono citate nell'enciclopedia e per le quali è stato implementato correttamente il template Bio. Pagina aggiornata al 23 lug 2025. |

Questa è una lista di persone presenti nell'enciclopedia che hanno il cognome Dean, suddivise per attività principale.

## Artiste(1)
- Tacita Dean, artista britannica (Canterbury, n. 1965)

## Attori(4)
- Bradley Dean, attore statunitense (Pottsville, n. 1970)
- Eddie Dean, attore e cantante statunitense (n. 1907 - Westlake Village, † 1999)
- James Dean, attore statunitense (Marion, n. 1931 - Paso Robles, † 1955)
- Ron Dean, attore statunitense (Chicago, n. 1938)

## Attori pornografici(1)
- Philippe Dean, ex attore pornografico francese (n. 1969)

## Attrici(6)
- Allison Dean, attrice e ex modella statunitense (Wichita, n. 1970)
- Julia Dean, attrice statunitense (Saint Paul, n. 1878 - Hollywood, † 1952)
- Laura Dean, attrice e doppiatrice statunitense (n. 1963)
- Margia Dean, attrice statunitense (Chicago, n. 1922 - Rancho Cucamonga, † 2023)
- Priscilla Dean, attrice statunitense (New York, n. 1896 - Leonia, † 1987)
- Quentin Dean, attrice statunitense (Los Angeles, n. 1944 - Los Angeles, † 2003)

## Avvocate(1)
- Abigail Dean, avvocata e scrittrice britannica (Manchester)

## Bassisti(1)
- Mike Dean, bassista statunitense (n. 1963)

## Calciatori(6)
- Christian Dean, ex calciatore statunitense (East Palo Alto, n. 1993)
- Harlee Dean, calciatore inglese (Basingstoke, n. 1991)
- Joe Dean, ex calciatore inglese (Manchester, n. 1939)
- Max Dean, calciatore inglese (Ormskirk, n. 2004)
- Roland Dean, ex calciatore giamaicano (n. 1982)
- Dixie Dean, calciatore inglese (Birkenhead, n. 1907 - Liverpool, † 1980)

## Calciatrici(1)
- Rianna Dean, calciatrice inglese (n. 1998)

## Cantanti(3)
- Hazell Dean, cantante britannica (Great Baddow, n. 1952)
- Jimmy Dean, cantante e conduttore televisivo statunitense (Plainview, n. 1934 - Henrico, † 2010)
- Mashonda, cantante statunitense (Boston, n. 1978)

## Cantautrici(2)
- Ester Dean, cantautrice, produttrice discografica e attrice statunitense (Muskogee, n. 1982)
- Olivia Dean, cantautrice britannica (Walthamstow, n. 1999)

## Cestiste(1)
- Japreece Dean, cestista statunitense (Austin, n. 1996)

## Cestisti(4)
- Brad Dean, ex cestista e allenatore di pallacanestro statunitense (n. 1953)
- Joe Dean, cestista e dirigente sportivo statunitense (Brazil, n. 1930 - Baton Rouge, † 2013)
- Brandon Dean, ex cestista statunitense (Monroe, n. 1979)
- Mark Dean, ex cestista bahamense (Nassau, n. 1970)

## Danzatori(1)
- Gregory Dean, ballerino britannico (Londra, n. 1984)

## Direttori d'orchestra(1)
- Brett Dean, direttore d'orchestra, violista e compositore australiano (Brisbane, n. 1961)

## Direttori della fotografia(1)
- Faxon M. Dean, direttore della fotografia statunitense (Guyton, n. 1890 - Sunnyvale, † 1965)

## Dirigenti sportivi(1)
- Julian Dean, dirigente sportivo, ex ciclista su strada e pistard neozelandese (Waihi, n. 1975)

## Giocatori di baseball(2)
- Everett Dean, giocatore di baseball, cestista e allenatore di baseball statunitense (Livonia, n. 1898 - Caldwell, † 1993)
- Dizzy Dean, giocatore di baseball statunitense (Lucas, n. 1910 - Reno, † 1974)

## Giocatori di football americano(3)
- Fred Dean, giocatore di football americano statunitense (Arcadia, n. 1952 - West Monroe, † 2020)
- Larry Dean, ex giocatore di football americano statunitense (Tifton, n. 1988)
- Nakobe Dean, giocatore di football americano statunitense (Horn Lake, n. 2000)

## Illustratori(1)
- Roger Dean, illustratore britannico (Ashford, n. 1944)

## Ingegneri(1)
- William Dean, ingegnere britannico (n. 1840 - † 1905)

## Militari(1)
- Robert Orel Dean, militare e ufologo statunitense (Tucson, n. 1929 - Scottsdale, † 2018)

## Musicologi(1)
- Winton Dean, musicologo inglese (Birkenhead, n. 1916 - Hambledon, † 2013)

## Nuotatori(1)
- Thomas Dean, nuotatore britannico (n. 2000)

## Pallanuotisti(1)
- Billy Dean, pallanuotista britannico (Manchester, n. 1887 - Withington, † 1949)

## Pattinatori artistici su ghiaccio(1)
- Christopher Dean, pattinatore artistico su ghiaccio britannico (Calverton, n. 1958)

## Politiche(1)
- Madeleine Dean, politica statunitense (Glenside, n. 1959)

## Politici(1)
- Howard Dean, politico statunitense (New York, n. 1948)

## Produttori discografici(1)
- Mike Dean, produttore discografico statunitense (Angleton, n. 1965)

## Rapper(1)
- Swizz Beatz, rapper, produttore discografico e imprenditore statunitense (New York, n. 1978)

## Registi(2)
- Basil Dean, regista, produttore cinematografico e sceneggiatore britannico (Croydon, n. 1888 - Londra, † 1978)
- Michael Dean, regista, produttore cinematografico e sceneggiatore statunitense (n. 1964)

## Saltatori con gli sci(1)
- Decker Dean, saltatore con gli sci statunitense (Steamboat Springs, n. 2000)

## Sassofonisti(1)
- Elton Dean, sassofonista britannico (Nottingham, n. 1945 - Londra, † 2006)

## Scrittrici(1)
- Louise Dean, scrittrice britannica (Hastings, n. 1970)

## Trombettisti(1)
- Allan Dean, trombettista e docente statunitense (Stati Uniti, n. 1938)

## Senza attività specificata(2)
- Bertram Dean, britannico (Londra, n. 1910 - Southampton, † 1992)
- Millvina Dean, inglese (Branscombe, n. 1912 - Ashurst, † 2009)